# Карпов, Семён Иванович
Семён Иванович Карпов — постельничий и воевода во времена правления Ивана III Васильевича.
Из дворянского рода Карповы, ветвь Рюриковичи. Внук родоначальника рода Карпа Фёдоровича и третий сын Ивана Карповича Карпова, упомянутого в 1489 году первым воеводою войск левой руки в походе в Вятскую землю. Имел братьев: Фёдора, Никиту и Ивана Ивановичей.

## Биография
В 1489 году вместе с отцом участвовал в покорении Вятских земель. В 1492 и 1495 годах упомянут постельничим во время государевых Новгородских походах. В 1499 году сперва четвёртый воевода войск посланный в помощь на судах, а после воевода войск правой руки конной рати в походе к Казани.
По данным родословной росписи — бездетный.